# Achenium humile
Achenium humile é uma espécie de besouro pertencente à família Staphylinidae. Foi descrito pela primeira vez por Nicolai em 1822.
É nativa da Europa.